# 1939 en dadaïsme et surréalisme
Pour l'année, voir 1939.
 Chronologie de dada et du surréalisme 
- 1935
- 1936
- 1937
- 1938
- 1939
- 1940
- 1941
- 1942
- 1943

Cet article présente les faits marquants de l'année 1939 en dadaïsme et surréalisme.

## Éphémérides

### Janvier
- 1er janvier
Parution du premier numéro de La Clé dirigé par Maurice Nadeau : bulletin mensuel de la Fédération internationale de l'art révolutionnaire indépendant (F.I.A.R.I.)[1].

- Exclusion de Salvador Dalí du groupe surréaliste pour son soutien au régime franquiste et ses déclarations pro-hitlériennes[2]. Il quitte l'Espagne pour s'installer à New York où ses tableaux se vendent bien[3].

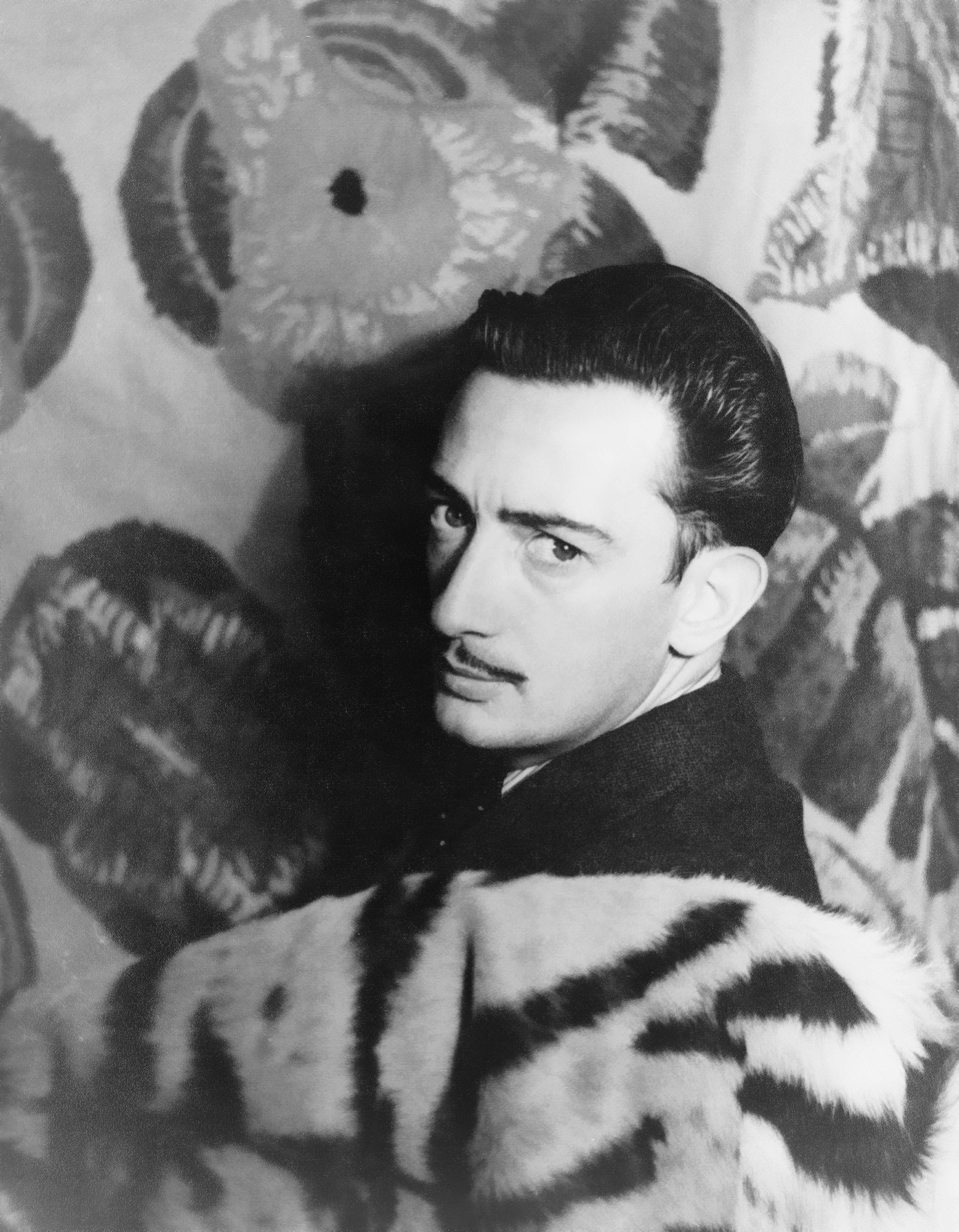
Salvador Dalí en 1939, photographe inconnu

### Février
- 22 février
Internement d'Antonin Artaud à Ville-Évrard, à une vingtaine de kilomètres de Paris. Le certificat de transfert porte l'indication : « graphorrhée »[4].

- Parution du deuxième numéro de Clé avec, en couverture, un dessin d'André Masson Le Thé chez Franco[5].

### Mars
- 10 mars
À Paris, la galerie Renou et Colle présente une exposition consacrée à l'art populaire mexicain et à Frida Kahlo pour qui André Breton a écrit toutes les notices de présentation[6].

### Mai
- 6 mai
Paul Eluard, Chanson complète, illustré de quatre lithographies de Max Ernst[7].

### Juin
- 3 juin
Paul Eluard
  - Donner à voir[8]
  - Jeux vagues la poupée, avec deux photographies d'Hans Bellmer[8].

- Séjour à Chemillieu (Ain) : André Breton puis Jacqueline Lamba, Esteban Francés, Matta, Gordon Onslow Ford, Kay Sage et son époux le marquis Di Faustino et Yves Tanguy. Breton y écrit le poème La Maison de Tanguy[9].

- Breton adhère à la Section française du Comité Marcus Graham, éditeur de la revue anarchiste américaine Man ! pour réclamer la liberté de la presse aux États-Unis et protester contre les persécutions du gouvernement Roosevelt frappant Graham et sa revue[9].

### Juillet
- 1er juillet
Dissolution du groupe Rupture et création du Groupe surréaliste de Hainaut autour d'Achille Chavée, Fernand Dumont, Marcel Lefrancq, le dessinateur Armand Simon et le peintre Louis Van de Spiegele[10].

### Septembre
- 2 septembre
André Breton est mobilisé dans les services sanitaires en région parisienne, Paul Eluard dans l'intendance à Mignères (Loiret)[8].

- 10 septembre
Wolfgang Paalen se réfugie au Mexique[11].

### Novembre
- 1er novembre
Réformé, Tanguy gagne les États-Unis où il retrouve Kay Sage[12].

- Parution à Casablanca (Maroc) du recueil de poèmes de Jean Venturini, Outlines[13].

### Décembre
- Matta s'installe aux États-Unis[14]. Il rebaptise Inscape (paysages intérieurs) ses œuvres Morphologie[15].

### Cette année-là
- À New York, Salvador Dalí publie le tract Declaration of the independance of the imagination and the rights of man to his own madness (Déclaration de l'indépendance de l'imagination et des droits de l'homme à sa propre folie) : « Dans les débuts de la revue La Révolution surréaliste, on déclarait : Nous vivons dans l'ère de la TSF. Nous annonçons aussi de l'ère de l'imagination sans fil. »[16]

- Frédéric Delanglade, médecin psychiatre et peintre, ami d'Antonin Artaud et de Gaston Ferdière, organise une exposition intitulée Le Rêve dans l'art et la littérature avec la participation conséquente de peintres comme Victor Brauner, Óscar Domínguez, André Masson, Matta, Wolfgang Paalen, Tanguy.[réf. nécessaire]

- Hans Bellmer et Max Ernst, déclaré « étranger ennemi », sont internés au Camp des Milles, une briqueterie transformée en camp d'internement, près d'Aix-en-Provence[17].

- À l'initiative de Leonor Fini, la galerie René Drouin propose une exposition tentant de conjuguer le surréalisme et le design. Fini y propose son Armoire anthropomorphe et Meret Oppenheim, un Miroir encadré de cheveux[18].

- Frida Kahlo est à Paris pour une exposition. Elle est accueillie avec indifférence par André Breton. Marcel Duchamp est « le seul qui ait les pieds sur terre parmi ce tas de fils de putes lunatiques et tarés que sont les surréalistes. »[réf. nécessaire]

- Première exposition parisienne de Wifredo Lam organisée par Pierre Loeb à la Galerie Pierre[19].

- Au Pérou, publication du premier numéro de la revue El Uso de la palabra (l'usage de la parole) fondée par Cesar Moro[20].

- Yves Tanguy apparaît dans le film Violon d'Ingres de Jacques Brunius[21].

- En Italie, publication du premier numéro de la revue Surrealismo dirigée par Curzio Malaparte[22].

### Œuvres
- Hans Bellmer
  - Céphalopode irisé, huile sur toile[réf. nécessaire]
  - Mille jeunes filles, huile sur panneau[23]
- Eugène Berman
  - Garde-robe, huile sur toile vernie sur structure en pin[24]
- Victor Brauner
  - Anémone, âme du souffle du vent[25]
  - Chimère, huile sur toile[26]
  - Espace psychologique[27]
  - Fascination, huile sur toile[28]
  - Héron d'Alexandrie, huile sur toile[29]
  - La Vie intérieure[30]
- Manuel Álvarez Bravo
  - La Bonne renommée endormie, photographie d'une jeune femme partiellement dévêtue, allongée sur une natte entourée de petits « cactus-vagin »[31]. André Breton : « Bravo possède le sens de la fatalité, seule trouée d’aperçus divinatoires, qui a inspiré les plus grandes œuvres de tous les temps. »
- André Breton
  - Mexique, préface au catalogue d'une exposition de tableaux et d'objets mexicains[32]
- Max Bucaille
  -  Les Cris de la fée, collage et poèmes[33]
- Nicolas Calas
  - Foyers d'incendie, écrit[34]
- Leonora Carrington
  - La Dame ovale, écrits illustrés par Max Ernst[35]
  - Portrait de Max Ernst, huile sur toile[36]
- Aimé Césaire
  - Cahier d'un retour au pays natal : « inutile de durcir sur notre passage vos faces de tréponème pâle / inutile d'apitoyer pour nous l'indécence de vos sourires de kystes suppurants / flics et flicaillons / verbalisez la grande trahison le grand défi et l'impulsion sataniques / et l'insolente dérive nostalgique de lunes rousses de feux verts de fièvres jaunes… / Parce que nous vous haïssons vous et votre raison, / nous nous réclamons de la démence précoce de la folie flambante / du cannibalisme tenace[37] »
- Marc Chagall
  - Le Temps n'a point de rives, huile sur toile[38]
- Salvador Dalí
  - Le Rêve de Vénus, ballet aquatique[39]
- Oscar Dominguez
  - Lancelot 28° 33, huile sur toile[40]
  - Nostalgie de l'espace, huile sur toile[41]
  - Le Souvenir de l'avenir, huile sur toile[42]
- Paul Eluard
  - Chanson complète, poèmes[43]
  - Donner à voir, recueil de poèmes écrits entre 1919 et 1938[44]
  - Jeux vagues la poupée, avec deux photographies d'Hans Bellmer
- Níkos Engonópoulos
  - Les Clavecins du silence, poèmes
- Max Ernst
  - Les Cyprès, huile sur carton[45]
  - Armoire anthropomorphe

- Leonor Fini
  - Deux femmes, huil sur toile[46]
- Esteban Francés

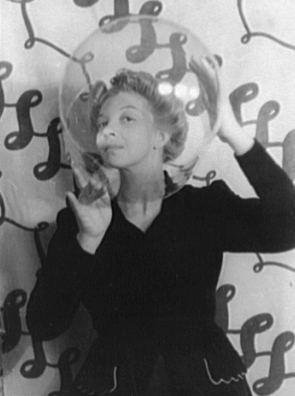
Leonor Fini en 1939, photographie de Carl Van Vechten

  - Labyrinthe du Minotaure, huile sur toile
- Irène Hamoir
  - La Cuve infernale, recueil de nouvelles[47]
- Jacques Hérold
  - Têtes, huile sur toile[48]
- Frida Kahlo
  - Les Deux Fridas, huile sur toile[49]
- Rita Kernn-Larsen
  - Le Rêve, aquarelle et crayon sur papier vergé[50]
- Marcel Lefrancq
  - Aérolithe, épreuve argentique[51]
  - Puberté, collage[52]
  -  Rêve du 17.VII.1939, épreuve argentique[53]
- Michel Leiris
  - L'Âge d'homme, écrit autobiographique[54]
- René Magritte
  - Le Présent, huile sur toile[55]
  - Le Vrai visage de Rex, affiche[56]
- André Masson
  - Le Chantier de Dédale, huile sur toile[57]
  - Gradiva, huile sur toile[58]
  - L'Homme emblématique[59]
  - Portrait charge de Franco, encre de Chine sur papier[60]
- Matta
  - Morphologie psychologique, huile sur toile[réf. nécessaire]
  - Prescience, huile sur toile[61]
- E. L. T. Mesens
  - La Misère humaine, poèmes[62]
- Joan Miró
  - Femme tourmentée par le soleil, qui récite des poèmes fondus dans des formes géométriques du vol musical de la chauve-souris née de la mer, huile et gouache sur papier[63]
- Meret Oppenheim
  - Miroir encadré de cheveux[64]
  - Table avec des pattes d'oiseau, meuble et bronze[65]
- Gordon Onslow Ford
  - Toile d'araignée de l'espace, peinture exécutée sur le procédé du « coulage » qui consiste à répandre sur une couche de peinture à l'huile des émaux industriels qui se craquelle[réf. nécessaire]
- Wolfgang Paalen
  - Combat des princes saturniens III, peinture exécutée selon un procédé de son invention le « fumage » : la flamme d'une bougie promenée à la surface de la toile recouverte de peinture fraîche[66]
- Antonio Pedro da Costa
  - Nourriture en révolte ou Le Repas révoltant, huile sur toile[67]
- Roland Penrose
  - Portrait, huile sur toile[68]
- Pablo Picasso
  - Pêche de nuit à Antibes, huile sur toile[69]
  - Portrait de Jaume Sabartés, huile sur toile
- Man Ray
  - Le Beau temps, huile sur toile[70]
- Louis Scutenaire
  - Frappez au miroir, recueil de poèmes illustré de trois dessins de René Magritte[71]
- Armand Simon
  - Les Chants de Maldoror, série de dessins : crayon noir sur papier[72]
- Yves Tanguy
  - Si c'était, huile sur toile[réf. nécessaire]
- Raoul Ubac
  - La Nébuleuse, épreuve gélatino-argentique[73]
- Jean Venturini
  - Outlines[74]